# Giro della Provincia di Lucca 2005
Il Giro della Provincia di Lucca 2005, settima edizione della corsa e valida come evento dell'UCI Europe Tour 2005 categoria 1.1, si svolse il 7 marzo 2005 su un percorso di 177 km. Fu vinta dall'italiano Mario Cipollini che giunse al traguardo con il tempo di 4h24'36", alla media di 40,136 km/h.
Partenza con 159 ciclisti di cui 124 tagliarono il traguardo.

## Ordine d'arrivo (Top 10)
| Pos. | Corridore           | Squadra       | Tempo    |
| ---- | ------------------- | ------------- | -------- |
| 1    | Mario Cipollini     | Liquigas      | 4h24'36" |
| 2    | Paride Grillo       | Panaria       | s.t.     |
| 3    | Alessandro Petacchi | Fassa Bortolo | s.t.     |
| 4    | Giosuè Bonomi       | Lampre        | s.t.     |
| 5    | Daniele Bennati     | Lampre        | s.t.     |
| 6    | Sergio Marinangeli  | Naturino      | s.t.     |
| 7    | Mirco Lorenzetto    | Domina Vac.   | s.t.     |
| 8    | Ivan Fanelli        | LPR-Piacenza  | s.t.     |
| 9    | Marco Velo          | Fassa Bortolo | s.t.     |
| 10   | Fabrizio Guidi      | Phonak        | s.t.     |